# 阿爾卡達格
阿爾卡達格是土庫曼南部的一座城市，得名自土庫曼前總統库尔班古力·别尔德穆哈梅多夫的稱號，在土庫曼語中意為「護國主、保護者」。此城為土庫曼的第一座「智慧城市」。

## 歷史
2019年3月4日，時任總統库尔班古力·别尔德穆哈梅多夫宣布將在阿哈爾州建設一座新城市，4月10日正式開工。2022年12月20日國會通過該城市的名稱為“阿爾卡達格”，並將阿哈爾州的首府由安納烏遷至此城。2023年3月該市取得國家重點城市的特殊法律地位；同年6月29日（前總統库尔班古力·别尔德穆哈梅多夫的生日），土庫曼總統谢尔达尔·别尔德穆哈梅多夫宣布該市正式完工啟用。
該市設有自己的電視台與報紙。

## 交通
該市位於首都阿什哈巴德西側，兩者以M37公路相連，城市中將設立一座新火車站，通往阿什哈巴德的鐵路快線預計時速為140km/hr；另外還計畫建造通往土庫曼巴希阿瓦札的高速鐵路。
該市計畫設立長15公里的單車道；道路上將設有智慧紅綠燈。